# Райффайзенбанк
Райффайзенбанк — универсальный банк в России, дочерний банк австрийской банковской группы Raiffeisen Bank International. Входит в список системно значимых российских банков. Штаб-квартира находится в Москве.

## История
В 1846—1847 годах Фридрих Райффайзен начал организовывать помощь крестьянам, используя «благотворительную» модель: зажиточные вкладчики поселения формировали товарищество, которое выдавало крестьянам ссуды и поддерживало их в сложные годы. Однако в скором времени эта схема перестала работать, поскольку участники не видели существенной прибыли, а риски были высокие. Именно эта неудача привела Райффайзена к идее о распределенной финансовой ответственности: крестьяне сами стали вкладчиками и не просто получали кредиты на выгодных условиях, а становились равноправными участниками системы принятия решений. Со временем кооперативные кредитные товарищества начали объединяться в более крупные структуры, чтобы закупать сельскохозяйственную технику и управлять сбытом продукции, позволяя сохранять стабильные цены вне зависимости от урожайности конкретного года. Система оказалась настолько жизнеспособной, что уже при жизни Райффайзена первые кооперативные банки стали создаваться и в других странах.
Основанная Райффайзеном компания, по сути, занималась консалтингом — вся прибыль шла на то, чтобы оплачивать обучение кооперативному делу специалистов, которые затем сопровождали открытие товариществ по всей Европе. Свое видение принципов взаимопомощи Райффайзен изложил в книге «Кредитные товарищества как средство уничтожить нищету».
В 1866 году единомышленник Райффайзена Герман Шульце-Делич должен был отправиться в Российскую империю, чтобы прочесть лекции о кооперации в купеческом обществе Риги, — но царские чиновники сочли тему лекций опасным вольнодумством и на всякий случай запретили.
Дело создания сберегательных и кредитных кооперативов на основе идей Фридриха Вильгельма Райффайзена, успешно развивавшееся в Германии, постепенно набрало популярность и в соседних странах. В 1886 году был открыт первый банк Райффайзен в Россвейне (Развания, Словения) и в Мюльдорфе (Нижняя Австрия). На момент смерти Райффайзена (1888) существовало 425 его обществ в Германии и приблизительно 120 — в Австрии. К 1896 году в Австрии появилось более 600 банков.
В 1927 году был основан центральный банк в Вене, ставший впоследствии главным звеном банковской группы «Райффайзен».
Группа «Райффайзен» начала расширяться за пределы Австрии в 1986 году. К 2021 году Raiffeisen Bank International стал ведущим универсальным банком в Центральной и Восточной Европе с самой большой сетью филиалов из всех западных банковских групп, вошедших в листинг Венской биржи.

### Райффайзенбанк в России

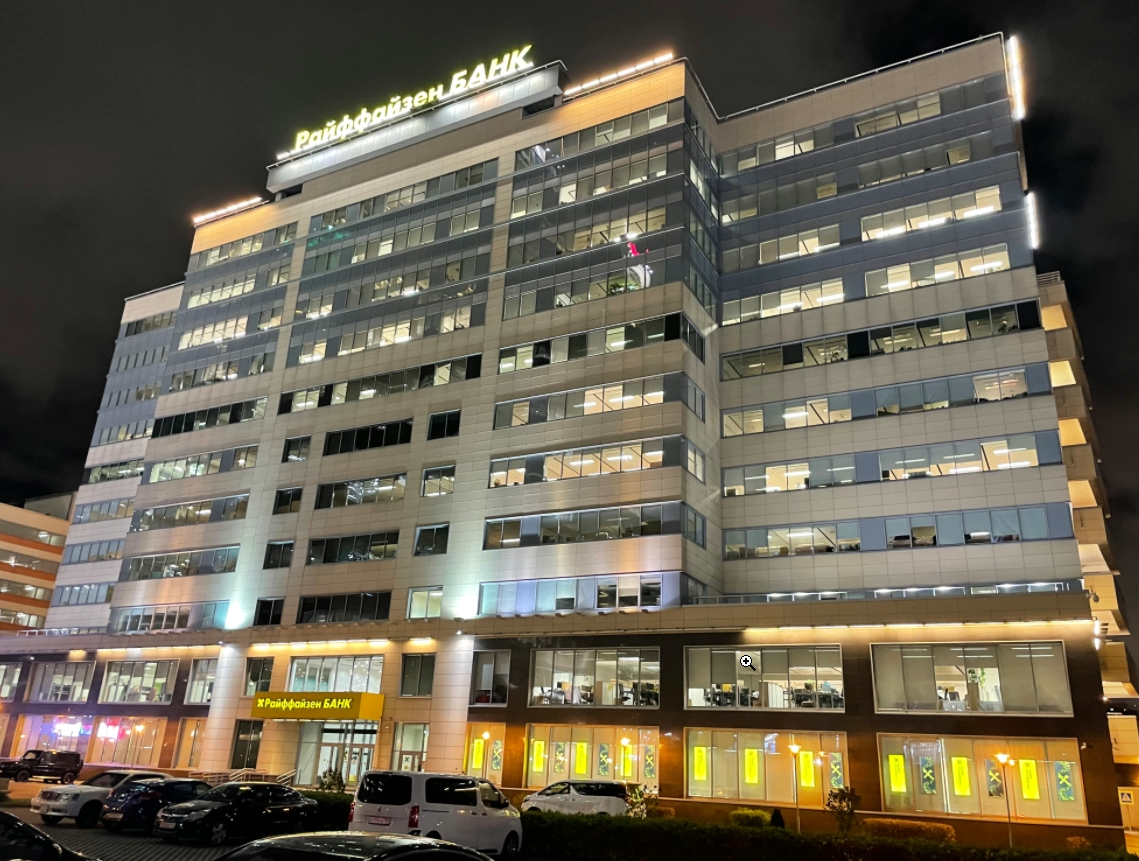
Офис Райффайзенбанка по адресу г. Москва, пр. Андропова, дом 18 корпус 2

Первый офис банка в России открылся в 1996 году.
Изначально он назывался ЗАО «Райффайзенбанк Австрия» и специализировался на инвестиционно-банковских операциях и корпоративных клиентах. С частными клиентами в России банк работает с 1999 года.
В 2000 году была создана дочерняя компания ООО «Райффайзен-Лизинг», которая предоставляла корпоративному бизнесу в долгосрочную аренду недвижимость, автомобили, спецтехнику, подвижной состав, оборудование. В 2004 появилась ещё одна дочерняя компания — ООО «УК „Райффайзен Капитал“». В 2001 году открылся филиал банка в Санкт-Петербурге, а в 2005 — в Самаре, Екатеринбурге, Новосибирске и в 2006 — в Краснодаре. В 2018 году банк начал развивать цифровое присутствие, позволяющее обслуживать клиентов без физических отделений. В 2019 были открыты виртуальные офисы Райффайзенбанка в 109 городах России. На 2021 год география цифрового присутствия составляла более 300 городов.
В 2006 году «Райффайзенбанк» приобрёл 100 % акций ОАО «Импэксбанк». Год спустя они объединились под единым брендом, и «Райффайзенбанк» стал крупнейшим банком с участием иностранного капитала в России.
В 2019 году банк выступил спонсором концерта группы Metallica в Лужниках.
В 2019 году Райффайзенбанк запустил чат-бот, а в 2020 — собственную бот-платформу и голосового помощника в контакт-центре.
В июле 2021 года Raiffeisen Bank International AG подал в Арбитражный суд Москвы иск о взыскании с ПАО «Мобильные телесистемы» около 615 млн рублей. Третьим лицом была привлечена Федеральная антимонопольная служба (ФАС) России.
В сентябре 2021 года «Райффайзенбанк» запустил сервис для перевода зарплаты по факту отработанных дней, для чего был создан модуль ежедневного расчёта зарплаты. Партнёр проекта — PayDay от VK (ранее — Mail.ru Group).
После начала вторжения России на Украину, Райффайзенбанк превратился в одну из ключевых западных финансовых организаций в РФ. Он сохранил подключение к системе SWIFT и осуществляет около 25 % переводов евро в страну. В результате, в отношении банка санкционным подразделением Минфина США было начато расследование. Позже стало известно, что ЕЦБ добивается прекращения бизнеса организации в России. В июле 2023 года агентство Reuters сообщило о том, что группа Raiffeisen Bank International откладывает свой уход из РФ, надеясь на скорое прекращение боевых действий на Украине. При этом на защиту банка встали австрийские официальные лица.
С июня 2024 года Райффайзен прекращает открывать новые накопительные счета. Также станут невозможными исходящие переводы в долларах США.

## Ключевые цифры
Согласно данным «Интерфакс-ЦЭА», по итогам 12 месяцев 2020 года Райффайзенбанк занимал 10-е место по размеру активов, 7-е по объёму средств частных лиц и 9-е по объёму кредитов для частных лиц. Райффайзенбанк занимает второе место по размеру активов в группе RBI и первое — по размеру прибыли.
Показатель CIR (cost to income ratio; отношение операционных расходов к доходам) за 2020 год составил 37,8 %, стоимость риска (CoR) — 1,2 %. Рентабельность капитала (ROE) на конец 2020 года составила 21,7 % после уплаты налогов, на конец 2020 года доля обесцененных кредитов составила 3,5 %.
|                                  | 2020, млрд руб. | 2019, млрд руб. | 12M 2020 / 12M 2019, изменение % |
| -------------------------------- | --------------- | --------------- | -------------------------------- |
| Чистый процентный доход          | 61,5            | 57,5            | 7,0 %                            |
| Чистый комиссионный доход        | 22,6            | 21,3            | 6,0 %                            |
| Торговый результат               | 10,0            | 9,7             | 3,6 %                            |
| Расходы на создание резервов*    | -9,6            | -3,9            | 145,6 %                          |
| Операционные расходы             | -37,6           | -36,2           | 3,7 %                            |
| Прибыль до налогообложения       | 48,3            | 48,3            | -0,1%                            |
| Чистая прибыль                   | 38,1            | 37,6            | 1,2 %                            |
| Чистая процентная маржа          | 4,9 %           | 5,2 %           | -26 б.п.                         |
| Чистая процентная маржа**        | 4,7 %           | 4,9 %           | -17 б.п.                         |
| Стоимость риска                  | 1,2 %           | 0,5 %           | 64 б.п.                          |
| Соотношение расходов и доходов   | 39,5 %          | 40,5 %          | -92 б.п.                         |
| Соотношение расходов и доходов** | 37,8 %          | 38,2 %          | -37 б.п.                         |
| ROE до налогообложения           | 27,4 %          | 30,0 %          | -255 б.п.                        |
| ROE после налогообложения        | 21,7 %          | 23,4 %          | -170 б.п.                        |

* Резерв под обесценение кредитов, средств в других банках и денежных средств и их эквивалентов
** Скорректировано на реклассификацию отчислений в ФОСВ из операционных расходов в процентные расходы
По итогам 2022 года Райффайзенбанк получил 141 миллиард рублей чистой прибыли – в четверо больше, чем годом ранее (38,7 млрд руб), заняв второе место после Сбербанка. Из-за ограничений на вывод средств в недружественные страны прибыль не могла быть распределена в виде дивидендов и была капитализирована. Совокупный размер собственных средств банка увеличился по сравнению в 2021 годом с 168 млрд руб. до 305,3 млрд руб.

## Рейтинги и награды
В 2021 году американская редакция Forbes назвала Райффайзенбанк лучшим банком России. Годом ранее Райффайзенбанк возглавил список 100 лучших банков страны по версии журнала Forbes Россия.
В 2019 году кобрендинговая карта и программа лояльности «ЛЕНТА-Райффайзенбанк» победила в номинации «Лучшая кобрендинговая карта банка и продуктового ретейла» международной премии Loyalty Awards Russia. В том же году Райффайзенбанк был признан лучшим иностранным банком в России по версии международного финансового издания EMEA Finanсe.
В 2018 году международная консалтинговая компания Korn Ferry HayGroup (KFHG) по результатам исследований, проведенных в 2016 и 2017 годах, включила Райффайзенбанк в TOP-3 лучших работодателей России среди 50 компаний.
В 2018 году журнал Euromoney назвал Friedrich Wilhelm Raiffeisen «Лучшим банком для частного банковского обслуживания состоятельных клиентов в Центральной и Восточной Европе». Его работу также отмечал наградами журнал SPEAR’S Russia в номинациях «Безупречная репутация в банковской индустрии» и «Эталонная работа с состоятельными клиентами в России и за рубежом».
| Агентство         | Рейтинг                                              | Значение   |
| ----------------- | ---------------------------------------------------- | ---------- |
| Moody’s           | Долгосрочный рейтинг депозитов в национальной валюте | Baa3       |
| Moody’s           | Долгосрочный рейтинг депозитов в иностранной валюте  | Baa3       |
| Moody’s           | Рейтинг собственной кредитоспособности               | Ba1        |
| Moody’s           | Оценка риска контрагента (долгосрочная оценка)       | Baa2       |
| Moody’s           | Прогноз                                              | Стабильный |
| Fitch             | Рейтинг дефолта эмитента (РДЭ)                       | BBB        |
| Fitch             | Краткосрочный                                        | F2         |
| Fitch             | Поддержки                                            | 2          |
| Fitch             | Рейтинг устойчивости                                 | bbb        |
| Fitch             | Прогноз                                              | Стабильный |
| АКРА (2025).      | Кредитный                                            | AAA(RU)    |
| АКРА (2025).      | Рейтинг собственной кредитоспособности               | aaa        |
| АКРА (2025).      | Прогноз                                              | Стабильный |
| Эксперт РА (2024) | Кредитный                                            | ruААА      |
| Эксперт РА (2024) | Прогноз                                              | Стабильный |

## Основные направления бизнеса
Развитие технологичных финансовых продуктов и сервисов — одно из фокусных направлений стратегии Райффайзенбанка в розничном и корпоративном бизнесе. Осуществив цифровую трансформацию, банк продолжает инвестировать в развитие информационных технологий, расширять штат IT-специалистов, принимать решения на основе данных и внедрять инновационные решения во все бизнес-процессы.

### Корпоративно-инвестиционный бизнес
Банк работает с компаниями разных сегментов: крупный бизнес, средний бизнес, международный бизнес и финансовые институты.

#### Корпоративные продукты
В 2018 году Райффайзенбанк первым на российском рынке выпустил электронную закладную с учётом и хранением в Децентрализованной депозитарной системе на платформе Мастерчейн, разработанной ассоциацией ФинТех совместно с Банком России и крупнейшими финансовыми организациями России. В том же году банк объявил о выпуске первой международной банковской гарантии с использованием системы распределенных реестров R-chain, проприетарной технологии банка. Проведение таких сделок открывает возможность выпуска банковских гарантий в электронном виде, получения информации о статусе гарантии в режиме реального времени, а также позволяет оптимизировать расходы на совершение операции и упрощает документооборот.
В 2019 году Райффайзенбанк разработал блокчейн-платформу для автоматизации расчетов с поставщиками и покупателями специально для Группы Компаний Askona Life Group. Программа помогает автоматизировать и упростить большой объём сделок внутри группы и ускорить расчеты.
В течение первого полугодия 2020 года Райффайзенбанк как один из наиболее активных участников Системы быстрых платежей (СБП) первым подключил к сервису приема оплаты через СБП компании из разных секторов экономики: благотворительный фонд, авиакомпанию, страховую компанию, строительного ретейлера.

#### Инвестиционно-банковские операции и рынки капитала
Райффайзенбанк остаётся активным участником российского долгового рынка, а также продолжает развивать одно из ключевых направлений — сотрудничество с эмитентами в постсоветском пространстве. В сентябре 2017 года Райффайзенбанк был одним из организаторов успешного дебюта Таджикистана на евробондовом рынке. В марте 2018 года Райффайзенбанк участвовал в организации выпуска евробондов Республики Беларусь. В мае 2019 года банк участвовал в организации двух дебютных выпусков евробондов Банка Развития Республики Беларусь.
Один из выпусков был номинирован в белорусских рублях, это первый в истории евробонд в этой валюте. В июне 2020 года Райффайзенбанк выступил организатором размещения двух траншей суверенных евробондов Белоруссии на общую сумму 1,25 млрд долларов: это была лучшая сделка в истории эмитента и одна из самых знаковых на развивающихся рынках.

### Розничный бизнес
Райффайзенбанк развивает ключевые некредитные продукты для простого решения повседневных задач клиентов: для сбережений есть накопительные счета и вклады, для ежедневных покупок — Кэшбэк-карта, для покрытия финансовых рисков существует широкая линейка страховых продуктов. Наибольшей популярностью у клиентов пользуются медицинские программы.
В 2020 году Райффайзенбанк запустил брокерский сервис для розничных клиентов, что позволяет открыть счет и инвестировать в приложении Райффайзен Онлайн.
Более 70 % всех клиентов Райффайзенбанка получают кредиты на счет в течение нескольких минут онлайн без посещения отделений или встречи с представителем банка для подписания документов. Эта услуга стала доступна с 2017 года.

#### Ипотека
В феврале 2020 года Райффайзенбанк завершил интеграцию личного кабинета ипотечного заёмщика на своём сайте с порталом Госуслуг, и процесс оформления заявки на ипотеку стал проще, поскольку большая часть информации заполняется автоматически.
В апреле 2020 банк присоединился к госпрограмме «Ипотека 2020», а в июле 2021 года объявил о её продлении.
В мае 2021 года Райффайзенбанк выдал первую ипотеку полностью онлайн: все необходимые документы были подписаны усиленной квалифицированной электронной подписью. В мае 2021 года в Райффайзенбанке полностью онлайн можно было получить ипотеку на покупку жилья у 19 застройщиков.

#### Обслуживание в сегменте премиум
Райффайзенбанк предоставляет пакеты услуг для премиальных клиентов. Управляя брокерским счетом в мобильном приложении, премиальные клиенты могут совершать без посещения офисов банка, сервис обмена документами с банком онлайн позволяет клиентам принимать взвешенные решения.

#### Малый и микробизнес
С 2013 года Райффайзенбанк начал работать с предпринимателями. 99 % услуг клиенты-предприниматели могут получить полностью онлайн — в интернет-банке или мобильном приложении Райффайзен Бизнес Онлайн.

#### Мобильное приложение Райффайзен Онлайн
Онлайн-банк представлен браузерной версией и приложениями для операционных систем iOS и Android.

### Private Banking
У Райффайзенбанка есть подразделение, отвечающее за обслуживание состоятельных клиентов — Friedrich Wilhelm Raiffeisen. Оно было основано в 2004 году.

## ESG-трансформация
Банк уделяет особое внимание анализу инвестиционного портфеля на предмет наличия «зеленых» и социальных проектов, анализу ESG рисков, развитию инструментов ответственного финансирования, а также системе сбора и анализа нефинансовых данных, минимизации собственного негативного воздействия на окружающую среду, вовлечению сотрудников в «зеленую» и социальную повестку, разработке прозрачной системе KPI и раскрытию нефинансовой информации.
В 2020 году банк сократил количество рекламной полиграфии, внедрил раздельный сбор мусора, также банк регулярно организует сбор вещей, которым даёт вторую жизнь.
Райффайзенбанк организовал синдицированный кредит для группы Nordgold, процентная ставка по которому привязана к показателю устойчивости бизнеса от независимого международного поставщика рейтингов устойчивости EcoVadis Банк также выдал климатический кредит компании «Полиметалл».
УК «Райффайзен Капитал» (дочка Райффайзенбанка) запустила ESG-фонд «Райффайзен — США». «ОПИФ Райффайзен — США» — первый в России фонд, который будет использовать европейский скоринг при выборе эмитентов, входящих в состав ПИФа. Консультантом по скорингу компаний выступит команда Raiffeisen Capital Management.

## Блокчейн-разработки
- В 2018 году банк разработал собственную блокчейн-платформу R-Chain для автоматизации расчетов и других банковских продуктов между клиентами банка[41].
- В 2018 году на базе R-Chain Райффайзенбанк выпустил первую международную банковскую гарантию в рамках сделки с участием компании «Газпром нефть»[68].
- В 2019 году Райффайзенбанк разработал блокчейн-платформу для автоматизации расчетов с поставщиками и покупателями для группы компаний Askona Life Group[42].
- В 2020 году Райффайзенбанк подключился к блокчейн-платформе S7 Airlines. Клиенты Райффайзенбанка получили возможность мгновенно проводить расчеты с крупнейшим частным авиаперевозчиком в России в режиме 24/7[69].
- В 2020 году Райффайзенбанк выполнил проект по автоматизации расчетов для Петролеум Трейдинг. В рамках проекта была проведена интеграция блокчейн-платформ банка и нефтетрейдера: PROLEUM и R-Chain[70].

## Работа со стартапами
С 2017 года Райффайзенбанк развивает каналы для привлечения новых решений и технологий в рамках внутренней программы по работе со стартапами. Эта программа позволяет проверять гипотезы в максимально сжатые сроки: каждый пилот длится всего несколько месяцев. Успешные проекты отправляются в продуктив.

## Работа со студентами и молодыми специалистами
Райффайзенбанк ежегодно проводит оплачиваемую стажировку Raiffeisen Evolve для молодых специалистов различного профиля в Москве и других городах России. Также банк проводит обучающие программы с возможностью последующего трудоустройства по направлениям разработки, тестирования, технического администрирования в Москве и Омске.
В 2020 году Райффайзенбанк стал партнёром мирового чемпионата по программированию ICPC.

## Социальная ответственность
Райффайзенбанк участвует в проектах, направленных на устойчивое развитие общества и придаёт значение вовлечению сотрудников в благотворительную деятельность. Банк неоднократно заявлял, что для него важно, чтобы работа в этой области была системной и приносила реальный, ощутимый результат.
С 2013 года Райффайзенбанк поддерживает одну из самых незащищённых категорий населения — одиноких пожилых людей. В частности, проводит ежегодный конкурс просветительских проектов для старшего поколения «Серебряный возраст», реализует программы корпоративного волонтёрства и сотрудничает с профильными фондами.
В январе 2021 года в рамках всеобщей программы вакцинации Райффайзенбанк выделил отдельное помещение в одном из своих офисов, где любой желающий по предварительной записи мог бесплатно получить прививку от коронавируса. Пространство специально оборудовано в соответствии со всеми медицинскими требованиями и способно вместить достаточное количество посетителей.